# Iraksolidaritet
Iraksolidaritet är en svensk Stockholmsbaserad organisation som driver opinion mot USA:s engagemang i Irak. 

## Föreningens bildande
Iraksolidaritet grundades 23 februari 2005 av ögonläkaren Sköld Peter Matthis, historikern Carl-Magnus Wendt  och Eftikhar Hashem alhusainy och andra nyckelpersoner i föreningen Nätverket mot USA:s krig, som organiserade de stora demonstrationer mot USA:s krig i Stockholm som samlade 50 000 - 100 000 människor 15 februari 2003. Anledningen till bildandet var att man ville ha en medlemsorganisation och enhetsfront som specifikt ägnade sig åt ett kontinuerligt opinionsarbete mot USA:s krig och ockupation av Irak.  Organisationen har fyra paroller som kräver ett omedelbart och villkorslöst tillbakadragande av de amerikanska trupperna, stöder den Irakiska motståndskampen och ett "fritt och självständigt" Irak, samt är mot ett svenskt stöd till ockupationen.

## Stöd till väpnat motstånd
Iraksolidaritet ser inte USA:s avsättande av Saddam Hussein från presidentposten som någon befrielse för landet, och härleder det amerikanska krigsengagementet till USA:s accelererande behov av olja. Iraksolidaritet stöder det väpnade motståndet och sabotage mot amerikansk närvaro i Irak, och ser inte våld mot ockupationsstyrkor som terrorism. Snarare tvärtom, säger Iraksolidaritets ordförande Sigyn Meder, är motståndsmännen att jämföra med norska Hjemmefronten eller franska La Résistance som bekämpade den Nazityska ockupationen i sina respektive länder. 

## Fallujainsamlingen
Efter den amerikanska militära operationen Phantom Fury mot staden Falluja i Al-Anbar-provinsen i Irak startade Iraksolidaritet Fallujainsamlingen. Pengarna som kommer in går till olika humanitära projekt. Pengarna har gått till bland andra Studiecentret för mänskliga rättigheter och demokrati i Falluja som hjälper flyktingfamiljer och förser cancersjuka med läkemedel, de har också gått till insmugglandet av förnödenheter i den belägrade staden och till föreningen Umar al Mukhtar som hjälper änkor och föräldralösa barn. Revisor för insamlingen är dramatenskådespelaren Tomas Bolme.

## Internationella samarbeten
Iraksolidaritet är medlem i  International Anti-Occupation Network (IAON), en internationell organisation mot ockupationen som grundades i samband med Världstribunalen om Irak. IAON har 22 medlemsorganisationer från Asien, Europa och Amerika. Iraksolidaritet stöder också Iraqi International Initiative on refugees, en internationell kampanj som stöds av flera prominenta diplomater, FN-tjänstemän och professorer  som menar att intäkterna från Iraks olja skall gå till de irakiska flyktingar som spridits över världen som en följd av kriget och inte kontrolleras av amerikansk administration. 

## Brännpunkt Irak
Iraksolidaritet ger ut tidskriften Brännpunkt Irak, bland krönikörer och skribenter märks advokat Rolf Andersson, SSU-ordföranden Jytte Guteland, journalisten och redaktören Martin Schibbye, ögonläkaren Sköld Peter Matthis och författaren Mikael Nyberg. Omslaget till tidningens andra nummer gjordes av konstnären Torsten Jurell.

## Kritik mot organisationen
Organisationen har fått kritik av bland andra Liberala Ungdomsförbundets före detta ordförande Fredrik Malm för att använda sig av den irakiska flaggan vid demonstrationer.
Syndikalisten Andreas Malm kritiserar organisationen för att de skulle ha en "[vägran] att göra en distinktion mellan motstånd mot militära mål och slakt på civila" i sitt stöd till det irakiska motståndet. Iraksolidaritet försvarar sig med hänvisa till att det organiserade irakiska motståndet tar avstånd från attacker mot civila och att attentat mot icke-militära mål troligen planteras av ockupationsmaktens underrättelsetjänster för att splittra det irakiska folket.